# Himalayakwartel
De himalayakwartel (Ophrysia superciliosa) is een vogel uit de familie van de fazantachtigen (Phasianidae). De soort werd voor het eerst beschreven en benoemd als Rollulus cuperciliosus door John Edward Gray in 1846. Het is een waarschijnlijk uitgestorven vogelsoort in het Himalayagebergte van noordelijk India.

## Kenmerken
De vogel is 25 cm lang. Het is een weinig opvallende soort kwartel met een rode snavel en dito poten. Het mannetje is overwegend grijs, met een zwart "gezicht" en een contrasterende smalle lange witte wenkbrauwstreep. Het vrouwtje is bruin met zwarte vlekjes en heeft een lichtbruine wenkbrauwstreep en keel.

## Verspreiding en leefgebied
Deze soort is endemisch in de Himalaya op hoogten tussen de 1650 en 2400 m boven zeeniveau. Het leefgebied bestaat uit steile hellingen aan de zuidkant van het gebergte, waarop lang gras en struikgewas groeit. De vogel leeft zeer verborgen, verplaatst zich vooral lopend en rennend door de vegetatie en vliegt zelden op.

## Status
De himalayakwartel heeft een zeer klein verspreidingsgebied en daardoor is de kans op uitsterven groot. De vogel was al schaars aan het einde van de 19de eeuw, waarschijnlijk door overbejaging gedurende de koloniale tijd. Na de onafhankelijkheid van India werd het leefgebied aangetast door onder andere de winning van kalksteen. De grootte van de populatie werd in 2013 door BirdLife International geschat op minder dan 50 individuen. Om deze redenen staat deze soort als kritiek op de Rode Lijst van de IUCN. De laatste waarneming dateert van 1876 en gevreesd wordt dat de soort is uitgestorven.